# Loch nan Eun
Loch nan Eun är en sjö i Storbritannien.   Den ligger i kommunen Perth and Kinross och riksdelen Skottland, i den norra delen av landet, 600 km norr om huvudstaden London. Loch nan Eun ligger 782 meter över havet.  Trakten runt Loch nan Eun består i huvudsak av gräsmarker.